# Asques (Tarn-et-Garonne)
Asques é uma comuna francesa na região administrativa de Occitânia, no departamento de Tarn-et-Garonne. Estende-se por uma área de 10,61 km². Em 2010 a comuna tinha 134 habitantes (densidade: 12,6 hab./km²).